# Hélio Rubens Garcia Filho
Hélio Rubens Garcia Filho, detto Helinho (Franca, 12 maggio 1975), è un ex cestista e allenatore di pallacanestro brasiliano.
È il figlio di Hélio Rubens Garcia.

## Carriera
Con il Brasile ha disputato due edizioni dei Campionati mondiali (1998, 2002) e due dei Campionati americani (1999, 2001).

## Palmarès
- Coppa Intercontinentale: 1

Franca: 2023